# Ladislas II Jagellon
 (janvier 2020).
Si vous disposez d'ouvrages ou d'articles de référence ou si vous connaissez des sites web de qualité traitant du thème abordé ici, merci de compléter l'article en donnant les références utiles à sa vérifiabilité et en les liant à la section « Notes et références ».
Ladislas II Jagellon (en polonais Władysław Jagiełło, en lituanien Jogaila Algirdaitis), né entre 1351 et 1362 à Vilnius et mort le 1er juin 1434 à Gródek Jagielloński, est grand-duc de Lituanie de 1377 à 1392 et roi de Pologne de 1386 à 1434.  
D'abord polythéiste, il se convertit au catholicisme en 1386 lors de son accession au trône de Pologne. Avec lui commence la dynastie des Jagellon, qui règne sur la Pologne en union personnelle avec le grand-duché de Lituanie pendant près de deux siècles. 
L'union de la Pologne et de la Lituanie renforce les deux nations face aux chevaliers Teutoniques et à la menace grandissante du grand-duché de Moscou. En 1410, Ladislas remporte une victoire éclatante contre l'ordre Teutonique lors de la bataille de Grunwald.

## Biographie

### La succession du grand-duc Ghédimin (1341-1380)
Jagellon (en lituanien Jogaila), né entre 1351 et 1362, est le petit-fils de Ghédimin, grand-duc de Lituanie. 
À la mort de celui-ci en 1341, ses deux fils se partagent le pouvoir : Algirdas reçoit le titre de grand-duc de Lituanie et règne sur la partie orientale du grand-duché, tandis que Kęstutis, duc de Trakai, est maître en Lituanie occidentale. 
Lorsque Algirdas meurt en 1377, son fils Jogaila lui succède, mais Kęstutis n'est pas d'accord.

### Les tractations avec les chevaliers Teutoniques (1380-1385)
Jagellon recherche l'alliance des chevaliers Teutoniques qui, depuis le XIIIe siècle, dirigent l'État monastique de Prusse, officiellement pour combattre et convertir les tribus prussiennes et lituaniennes, à cette date encore païennes. En 1380, Jagellon conclut avec l’ordre le traité de Dovydiškės (en), acceptant la conversion au christianisme de la Lituanie en échange du soutien des chevaliers dans son conflit avec Kęstutis. 
En 1382, ignorant un sauf-conduit octroyé par son frère Skirgaila, Jagellon capture Kęstutis et le fait assassiner. Vytautas, le fils de Kęstutis, parvient à s’échapper. Le conflit familial s’intensifie et les deux factions demandent l'aide des chevaliers Teutoniques, qui en profitent pour étendre leur influence. Mais en 1384, Vytautas se désolidarise de l’ordre, fait la paix avec Jagellon, et commence une guerre contre les chevaliers Teutoniques.

### L'accession au trône de Pologne (1386), confirmée en 1399
Le 14 août 1385, Jagellon signe avec des dignitaires polonais l'union de Krewo. Il promet de se convertir au christianisme romain et d’unir la Lituanie à la Pologne, en échange de la main d'Hedwige Ire de Pologne et de la couronne polonaise.
Le mariage est célébré à Cracovie le 18 février 1386, trois jours après le baptême de Jagellon. Le 4 mars 1386, il est couronné roi de Pologne, sous le nom de Ladislas II Jagellon (Władysław II Jagiełło). Il établit la dynastie des Jagellon, qui règnera sur la Pologne et la Lituanie jusqu'en 1572.
Le 17 juillet 1399, la reine meurt des complications de l'accouchement de son premier enfant, Élisabeth Bonifacia (née le 22 juin et décédée le 13 juillet 1399). 
Ladislas, à la requête des États du royaume unanimes, reste roi de Pologne. Il règne 48 ans.

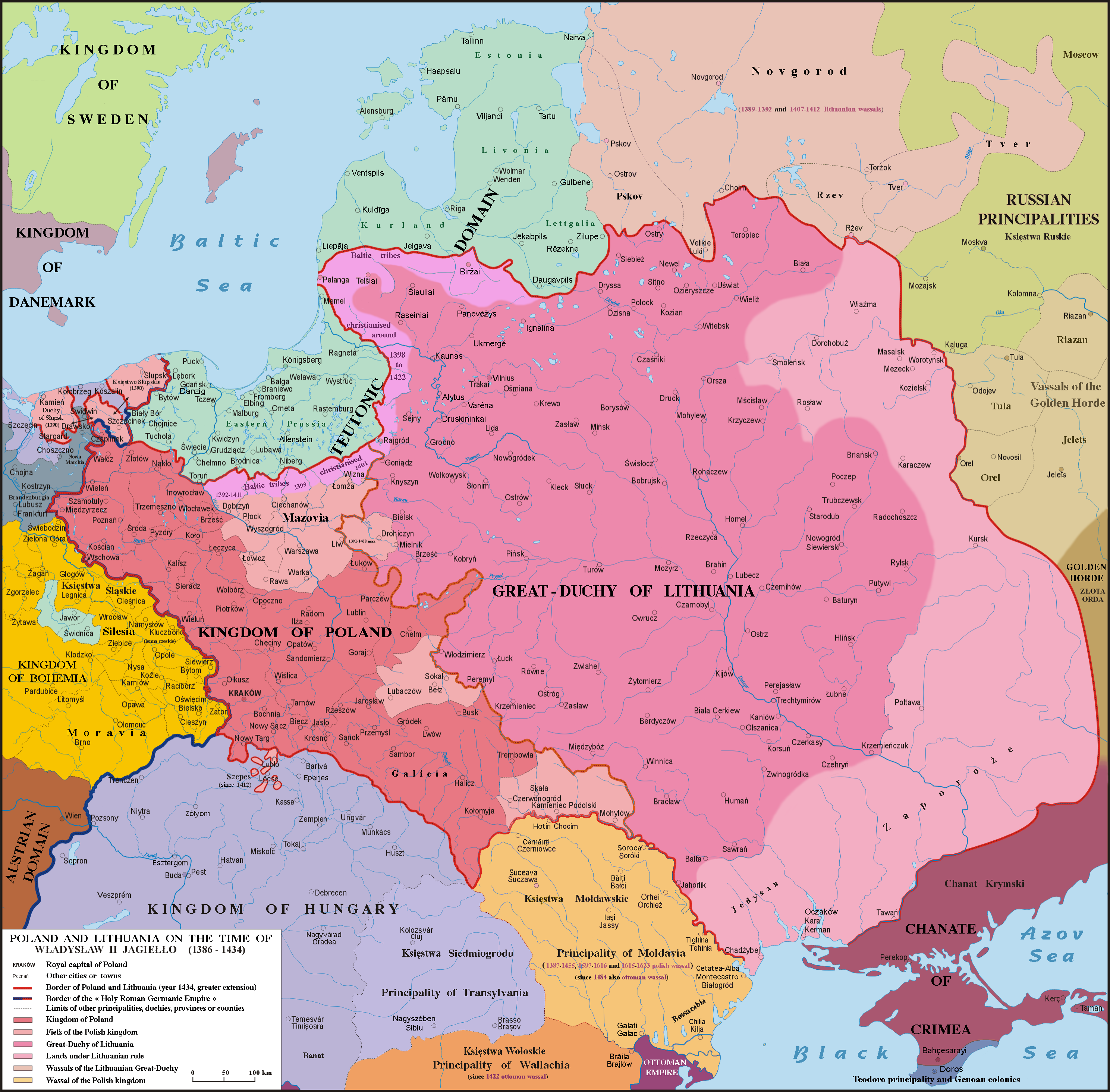
La Pologne et la Lituanie de 1386 à 1434.

### La guerre contre les chevaliers Teutoniques (1401-1410)
Fin 1401, le conflit avec les chevaliers Teutoniques reprend. Jagellon et Vytautas entament en décembre 1408 des négociations, où ils décident d’essayer d’en finir définitivement avec la puissance des Chevaliers Teutoniques. Les deux camps cherchent des alliances dans toute l’Europe. Wenceslas IV de Bohème choisit le camp polonais et lituanien, tandis que son frère, Sigismond de Luxembourg, s’allie avec l’ordre.

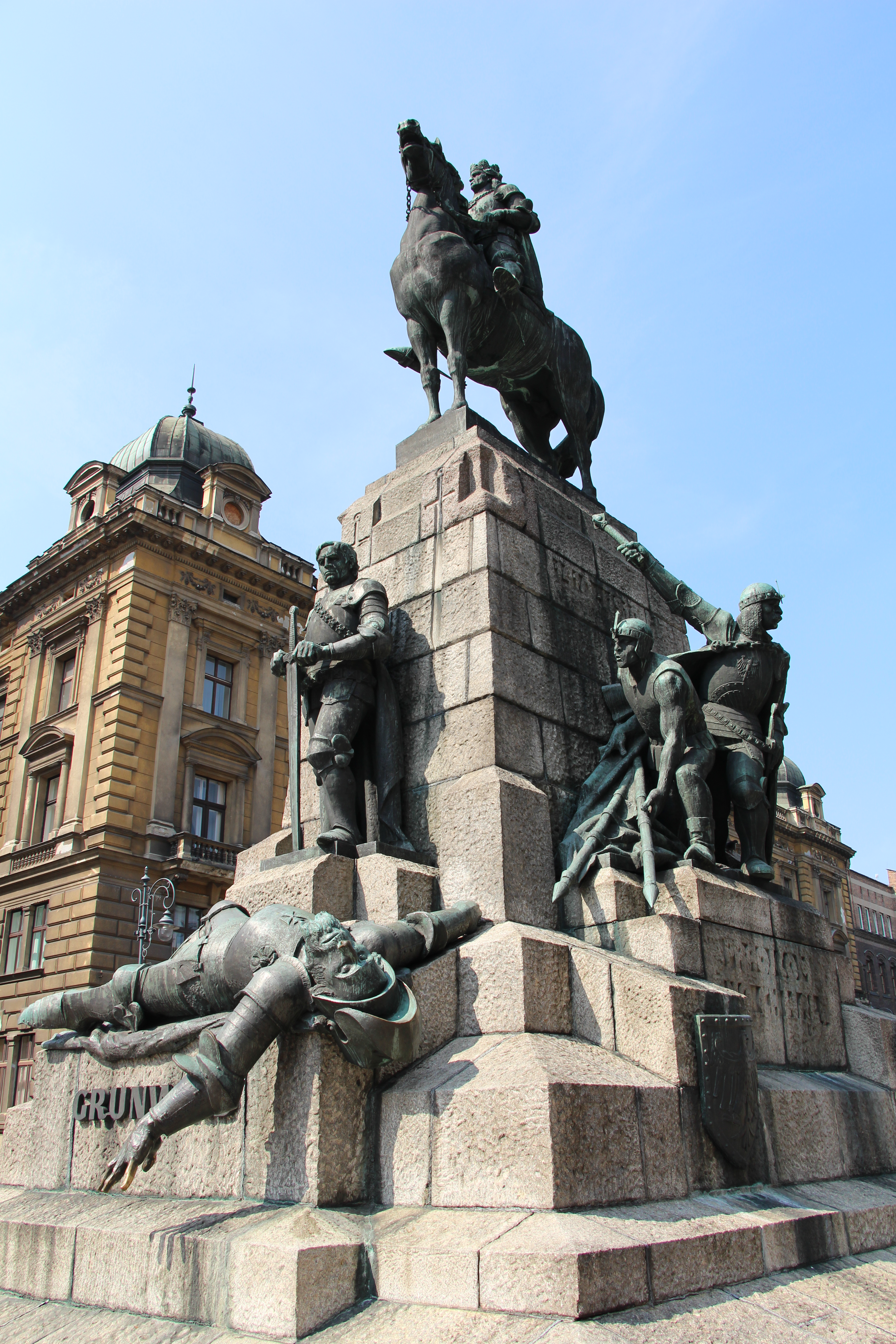
Monument commémoratif de la bataille de Grunwald, à Cracovie, sur lequel trône la statue équestre de Ladislas II Jagellon.

Le 15 juillet 1410, le roi Ladislas et ses alliés sont victorieux à la bataille de Grunwald (bataille de Tannenberg dans l'historiographie allemande), qui les oppose aux chevaliers Teutoniques et où périssent des milliers de ceux-ci, dont le grand maître Ulrich von Jungingen. 
L'année suivante, Ladislas impose la paix de Toruń qui oblige les chevaliers teutoniques à verser à la Pologne une indemnité de guerre qui met leur État au bord de la faillite. 
Mais les affrontements continuent. Pour trancher leurs différends, la Pologne et l'ordre font appel au concile de Constance, où Paweł Włodkowic se rend célèbre en défendant les intérêts polonais.

### Fin du règne de Ladislas Jagellon
Le restant de son règne, Jagellon essaye de consolider l’alliance entre la Pologne et la Lituanie. Il accorde aux nobles catholiques de Lituanie les mêmes privilèges que ceux dont jouissaient déjà la noblesse polonaise. 
Il meurt le 1er juin 1434, laissant deux fils de sa quatrième épouse, en très bas âge. L’aîné deviendra roi de Pologne sous le nom de Ladislas III Jagellon, le cadet, Casimir, devenant grand-duc de Lituanie. Il succédera plus tard à son frère sur le trône de Pologne sous le nom de Casimir IV Jagellon.

## Mariages et descendance
Ladislas II a été marié quatre fois :
- en 1386 avec Hedwige Ire de Pologne (1372-1399), dont il a une fille Élisabeth Bonifacia (1399-1399) ;
- en 1402 avec Anne de Celje (1380-1416), petite-fille de Casimir III de Pologne, dont il a une fille Edwige Jagellon (1408-1431) ;
- en 1417 avec Élisabeth de Pilica (1372-1420), fille d'Otton de Pilica (pl) ;
- en 1422 avec Sophie de Holszany (1405-1461), fille du prince André de Holszany, dont il a trois enfants : Ladislas III Jagellon (1424-1444), Casimir (1426-1427) et Casimir IV Jagellon (1427-1492).